# Alimemazyna
Alimemazyna – organiczny związek chemiczny, pochodna fenotiazyny, stosowana głównie jako lek przeciwświądowy, a także nasenny, przeciwwymiotny i przeciwkaszlowy.

## Preparaty
Preparaty alimemazyny (zazwyczaj w postaci winianu): Nedeltran, Panectyl, Repeltin, Temaril, Therafene, Theraligene, Theralen, Theralene, Vallergan, Vanectyl. Lek dostępny jest w postaci tabletek 5 mg i kropel 40 mg/ml.